# Jeay Sindh Muttahida Mahaz
Die Jeay Sindh Muttahida Mahaz (JSMM, Sindhi: جيئي سنڌ متحده محاذ) ist eine von mehreren separatistischen politischen Parteien in Sindh, Pakistan. Die JSMM tritt für die Abspaltung der Provinz von Pakistan und vollkommene Eigenständigkeit ein. Dabei schreckt die Partei auch nicht vor Gewalt zurück. 2013 wurde die Partei vom pakistanischen Innenministerium wegen zahlreicher Gewalttaten ihrer Mitglieder verboten.
Die JSMM wurde im Jahr 2000 von Shafi Muhammad Burfat gegründet, einem Veteranen der in den 1970er Jahren gegründeten Sindhudesh-Bewegung. Der JSMM schlossen sich in den folgenden Jahren weitere Politiker anderer separatistischer Parteien im Sindh an. Partei-Gründer und Vorsitzender Shafi Burfat lebt unter politischem Asyl in Deutschland.
Laut Menschenrechtlern hat die Zahl der Menschenrechtsverletzungen im Sindh im Zuge der Durchsetzung des Parteiverbots zugenommen. Der pakistanische Staat geht davon aus, dass die Separatisten von Indien unterstützt werden, zumal oftmals Infrastrukturprojekte im Rahmen des China-Pakistan Economic Corridor, der pakistanisch-chinesischen Wirtschaftszusammenarbeit das Ziel von Anschlägen sind.